# Ataque de Baga Sola
Os ataques bombistas em Baga Sola foram ataques suicidas que ocorreram na tarde de sábado, 10 de outubro de 2015, na cidade de Baga Sola, no Chade, uma pequena comunidade de pescadores no Lago Chade.  Os ataques teriam sido perpetrados pelo grupo extremista islâmico Boko Haram, sediado na Nigéria, e foram supostamente realizados por duas mulheres, duas crianças e um homem com os alvos pretendidos sendo um mercado movimentado e um campo de refugiados próximo que abriga dezenas de milhares de nigerianos. 

## Contexto
Nos últimos anos, o Boko Haram passou a usar cada vez mais mulheres e crianças como homens-bomba. O grupo normalmente usa indivíduos sequestrados como atacantes suicidas, coagindo-os a cometer atos de terror por meio de doutrinação ou sob ameaça. Em muitos casos, essas mulheres e crianças são drogadas pelos combatentes do Boko Haram antes de serem enviadas em missões suicidas.  A maioria dos ataques suicidas do Boko Haram são perpetrados por mulheres, de acordo com um estudo da Universidade de Yale e West Point. Mulheres e crianças são normalmente usadas em ataques bombistas com mais frequência devido à percepção de que valem menos, permitindo assim que mais homens sirvam como combatentes. Em muitos casos, mulheres e crianças recuperadas do Boko Haram são forçadas a se submeterem à reabilitação, já que muitas mantêm simpatia pelo grupo terrorista.

## Ataques
Em algum momento da tarde de 10 de outubro de 2015, um grupo de homens-bomba detonou seus explosivos em um mercado de peixes em Baga Sola, no horário mais movimentado do dia, matando 16 pessoas. Testemunhas relataram ter ouvido três explosões. Não está claro se os homens-bomba foram coagidos a cometer esse ato. 
O segundo grupo de terroristas suicidas atacou uma aldeia que abrigava milhares de refugiados nigerianos e chadianos. Houve pelo menos duas explosões, e o ataque custou a vida a 22 pessoas. De acordo com a UNICEF, 53 pessoas ficaram feridas nos ataques. 

## Resultado
Após os ataques em Baga Sola, o Escritório do Alto Comissariado das Nações Unidas para os Refugiados (ACNUR), condenou os ataques. A chefe da União Africana, Nkosazana Dlamini-Zuma, condenou os "ataques bárbaros" e emitiu condolências às vítimas.  Os ataques ao mercado e aos refugiados de Baga Sola tornaram o pior ataque ocorrido na região do Lago Chade até aquela data.  Na época, o Boko Haram havia perdido grande parte do território anteriormente reivindicado, além disso, o grupo passava por uma fratura organizacional resultante de um desacordo sobre a liderança. 